# پرروف ناد لابم
پرروف ناد لابم (به لاتین: Přerov nad Labem) یک منطقهٔ مسکونی در جمهوری چک است که در ناحیه نیمبورک واقع شده‌است. پرروف ناد لابم ۱٬۱۱۳ نفر جمعیت دارد.